# Stefan Parinussa

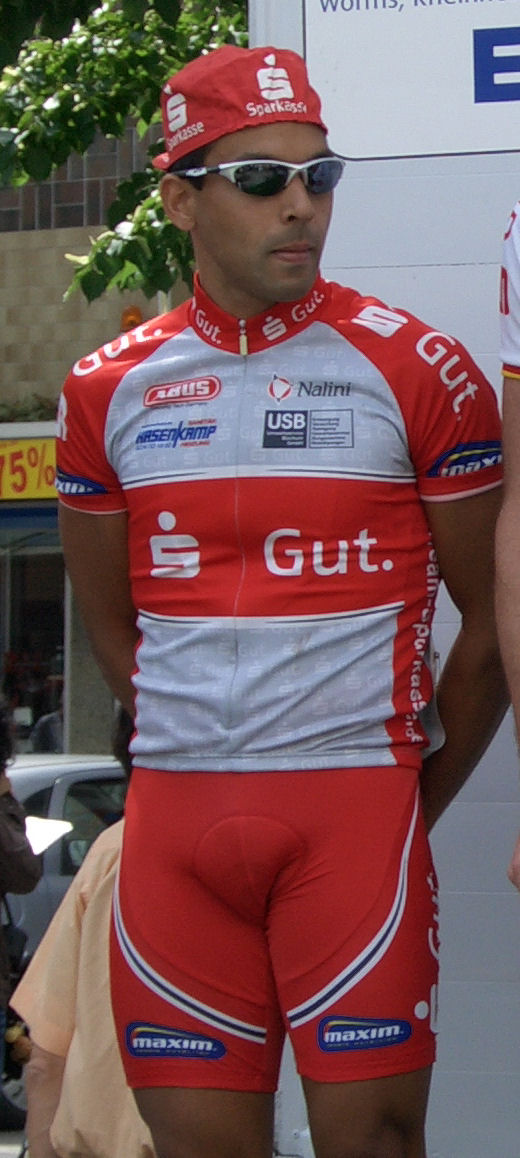
Stefan Parinussa

Stefan Parinussa (* 21. Juli 1974 in Rheinbach) ist ein ehemaliger deutscher Radrennfahrer.
Stefan Parinussa begann seine Karriere 1998 beim Team Gerolsteiner, nachdem er im Vorjahr beim PSV Köln als Stagiaire gefahren war. Im Jahr 1999 fuhr er für das Team Hohenfelder-Concorde, 2001 für ComNet und im folgenden Jahr für das Team Lamonta. Ab 2006 stand Parinussa bei dem deutschen Continental Team Sparkasse unter Vertrag. In seinem ersten Jahr dort feierte er unter anderem Etappensiege bei der Cinturón a Mallorca und beim Flèche du Sud.

## Erfolge
2006
- eine Etappe Cinturón a Mallorca
- zwei Etappen Flèche du Sud

## Teams
- 1997 Team Cologne (Stagiaire)
- 1998 Gerolsteiner
- 1999 Hohenfelder-Concorde
- 2001 ComNet
- 2002 Lamonta
- 2006 Team Sparkasse
- 2007 Team Sparkasse
- 2009 Team Nutrixxion-Sparkasse